# Schizoporella bolini
Schizoporella bolini är en mossdjursart som först beskrevs av Osburn 1952.  Schizoporella bolini ingår i släktet Schizoporella och familjen Schizoporellidae. Inga underarter finns listade i Catalogue of Life.